# Retrospettive del Lucca film festival

## Edizione 2005
La prima edizione del Lucca Film Festival si svolse dal 14 al 17 settembre 2005 negli spazi del Cinema Centrale e del Teatro San Girolamo dal 14 al 17 settembre. L’edizione rese omaggio a Marco Melani, personaggio profondamente ammirato dagli organizzatori del Festival, anche grazie ad una lunga ricerca sull’artista volta a svelare gli aspetti inediti legati alla sua figura per mezzo di una serie di interviste ai suoi amici più cari. Tra le numerose tappe di un viaggio che si snodò su tutta la penisola si ricorda in particolare l’intervista a Tonino De Bernardi, regista underground sperimentale di origine torinese, caro amico di Melani. Fu Enrico Ghezzi critico cinematografico, saggista e autore televisivo, amico e collaboratore di Melani, ad introdurre la prima proiezione 'L'uscita dalle officine Lumière' dei fratelli Lumière”. Il secondo film che aprì la manifestazione fu Roma ore 11 per la regia di Giuseppe De Santis, scelto appositamente in quanto pellicola preferita del compianto Marco Melani. La prima edizione si caratterizzò da 25 proiezioni, dibattiti e conferenze, dando spazio inoltre ad opere di registi emergenti (Hernan Belon, Corinna Schnitt, Corneliu Porumboiu, Jeffrey St. Jules, Lorenzo Recio, Holger Ernst, Pablo Benedetti e Massimo Coglitore). Nella prima edizione si posero le basi fondanti della programmazione del Festival: la presenza di grandi ospiti – come ad esempio il regista spagnolo Adolfo Arrieta per la prima edizione - una attenzione al dibattito e alla ricerca, la volontà di promuovere e indagare le produzioni cinematografiche contemporanee e infine le retrospettive che si concentrano su un tema o genere in particolare, oppure su un regista o attore.
Retrospectives and tributes to the main figures of cinema scene
- Marco Melani

## Edizione 2006
Retrospettive riguardanti le figure principali nel panorama del cinema sperimentale e d'avanguardia
- Kenneth Anger
- Stephen Dwoskin
- Adolfo Arrieta
- Tonino de Bernardi
- Mikheil Kobakhidze

Tributi a registi affermati nel panorama cinematografico internazionale
- Alan Clarke

Retrospettive riguardanti un tema in particolare, una nazione o un genere
- Road movie[1]

Eventi Speciali, Proiezioni e Performance
- Anteprima mondiale di (Permanent Vacation) regia di Adolfo Arrieta girato a Lucca durante il Lucca Film Festival 2005

## Edizione 2007
Retrospettive riguardanti le figure principali nel panorama del cinema sperimentale e d'avanguardia
- Michael Snow

Tributi a registi affermati nel panorama cinematografico internazionale
- Fratelli Taviani

Retrospettive riguardo ad altre figure del cinema indipendente e sperimentale
- Guy Debord

Retrospettive riguardanti un tema in particolare, una nazione o un genere
- Rassegna di film legati alla rivista Cinema&Film[2][3]

Retrospettive di autori ancora poco conosciuti del panorama sperimentale, accompagnata dalla esposizione delle opere
- Aldo Tambellini

Eventi Speciali, Proiezioni e Performance
- Anteprima de (La osa major menos dos) regia di David Reznak 2007[4]
- Omaggio a Isidore Isou con performance sonora di Frédéric Acquaviva
- Anteprima di (River of Anger) regia di Antoine Barraud 2007 documentario su/con Kenneth Anger

Mostre
- Michael Snow - Cinema, installazioni video e arti visuali - Fondazione Carlo Ludovico Ragghianti - Complesso di S. Micheletto[5]
- Mostra fotografica sul cinema dei Fratelli Taviani - Centro Culturale Agorà - Piazza dei Servi

## Edizione 2008
Retrospettive riguardanti le figure principali nel panorama del cinema sperimentale e d'avanguardia
- Jonas Mekas

Tributi a registi affermati nel panorama cinematografico internazionale
- Kiyoshi Kurosawa

Retrospettive riguardo ad altre figure del cinema indipendente e sperimentale
- Pierre Clémenti

Tributo a giovani registi emergenti operanti nel cinema mainstream con posizioni originali tese a rinnovare i propri codici
- Shane Meadows

Retrospettive riguardanti un tema in particolare, una nazione o un genere
- Machinima in collaborazione con Lucca Comics & Games

Retrospettive di autori ancora poco conosciuti del panorama sperimentale, accompagnata dalla esposizione delle opere
- Christian Lebrat

Eventi Speciali, Proiezioni e Performance
- Anteprima di Schifanosaurus Rex regia di Franco Brocani, film sull'artista ed amico Mario Schifano
- Anteprima dei film realizzati con smartphone da Stephen Dwoskin
- Anteprima del progetto "Twenty Puccini" film collettivo realizzato da numerosi registi indipendenti comprendente brevi opere dedicate a Giacomo Puccini nel 150 anniversario dalla nascita dell'artista[6][7]

Mostre
- Jonas Mekas - Opere - Fondazione Carlo Ludovico Ragghianti - Complesso di S. Micheletto[8][9]

## Edizione 2009
Retrospettive riguardanti le figure principali nel panorama del cinema sperimentale e d'avanguardia
- Robert Cahen

Tributi ad attori affermati nel panorama cinematografico internazionale
- Lou Castel[10]

Tributo a giovani registi emergenti operanti nel cinema mainstream con posizioni originali tese a rinnovare i propri codici
- Guillaume Nicloux

Retrospettive riguardanti un tema in particolare, una nazione o un genere
- Sable Noir - Il nuovo Cinema di genere in Francia

Eventi Speciali, Proiezioni e Performance
- Kiss di Andy Warhol - Performance musicale di Giulio Bursi, Bolognesi e Gherardi
- Anteprima di altri cortometraggi del progetto "Twenty Puccini"
- Anteprima del programma "NYC to PAL": il meglio del cinema sperimentale di New York

Mostre
- Robert Cahen - Passaggi - 1979 2008 - Fondazione Carlo Ludovico Ragghianti - Complesso di S. Micheletto[11][12]

## Edizione 2010
Retrospettive riguardanti le figure principali nel panorama del cinema sperimentale e d'avanguardia
- Gérard Courant - Franco Brocani

Tributi a registi affermati nel panorama cinematografico internazionale
- Abel Ferrara

Retrospettive riguardo ad altre figure del cinema indipendente e sperimentale
- Viva Auder

Tributo a giovani registi emergenti operanti nel cinema mainstream con posizioni originali tese a rinnovare i propri codici
- György Pálfi

Retrospettive riguardanti un tema in particolare, una nazione o un genere
- Cortometraggi inediti realizzati da Franco Brocani per la casa di produzione Corona Cinematografica

Eventi Speciali, Proiezioni e Performance
- "(An)Other Irish Cinema" - Focus sul giovane cinema irlandese
- "Free Radicals: a (hi)story of experimental film" di Pip Chodorow
- (Flammes) regia di Adolfo Arrieta
- (The Sun and the Moon) regia di Stephen Dwoskin
- Proiezione integrale de (Cinématon) regia di Gérard Courant - Lu.CCA - Lucca Center of Contemporary Art - Via della Fratta 36

## Edizione 2011
Retrospettive riguardanti le figure principali nel panorama del cinema sperimentale e d'avanguardia
- Boris Lehman

Retrospettive riguardo ad altre figure del cinema indipendente e sperimentale
- Catherine Libert

Tributo a giovani registi emergenti operanti nel cinema mainstream con posizioni originali tese a rinnovare i propri codici
- Daniele Gaglianone - Michelangelo Frammartino

Retrospettive riguardanti un tema in particolare, una nazione o un genere
- Documentario Indipendente Italiano

Eventi Speciali, Proiezioni e Performance
MUTAZIONI DI CARTA – IL CINEMA DI DAVID CRONENBERG
- Sezione "Cinema & Franchismo"
- Sezione " Ombre Rosse"

Mostre
- Massimo Carnevale - mostra in collaborazione con Lucca Comics & Games - Villa Bottini

## Edizione 2012
Retrospettive riguardanti le figure principali nel panorama del cinema sperimentale e d'avanguardia
- Paolo Gioli

Tributi a registi affermati nel panorama cinematografico internazionale
- Philippe Garrel

Tributi ad attori affermati nel panorama cinematografico internazionale
- Caroline Deruas

Tributo a giovani registi emergenti operanti nel cinema mainstream con posizioni originali tese a rinnovare i propri codici
- Bent Hamer

Eventi Speciali, Proiezioni e Performance
- CAGE/CUNNINGAM: Un racconto lungo 50 anni

## Edizione 2013
Retrospettive riguardanti le figure principali nel panorama del cinema sperimentale e d'avanguardia
- Antoni Padrós
- Stan Brakhage

Tributi a registi affermati nel panorama cinematografico internazionale
- Peter Greenaway

Tributo a giovani registi emergenti operanti nel cinema mainstream con posizioni originali tese a rinnovare i propri codici
- Benedek Fliegauf

Eventi Speciali, Proiezioni e Performance
- The Towers/Lucca Hubris di Peter Greenaway- Installazione Multimediale Architettonica- San Francesco[13]

## Edizione 2014
Retrospettive riguardanti le figure principali nel panorama del cinema sperimentale e d'avanguardia
- Júlio Bressane

Tributi a registi affermati nel panorama cinematografico internazionale
- David Lynch - John Boorman

Tributi ad attori affermati nel panorama cinematografico internazionale
- Enrique Irazoqui - Ninetto Davoli

Eventi Speciali, Proiezioni e Performance
- Lost Visions - L'indiscreto fascino dello sguardo di David Lynch
- Lost Songs - Concerto di musiche dei film di David Lynch
- Lucca Effetto Cinema - Notte 2014

## Edizione 2015
Retrospettive riguardanti le figure principali nel panorama del cinema sperimentale e d'avanguardia
- Roberto Nanni[14][15][16]

Tributi a registi affermati nel panorama cinematografico internazionale
- David Cronenberg - Terry Gilliam - Alfonso Cuarón - Matteo Garrone

Tributi ad attori affermati nel panorama cinematografico internazionale
- Jeremy Irons

Tributo a giovani registi emergenti operanti nel cinema mainstream con posizioni originali tese a rinnovare i propri codici
- Francesco Munzi

Eventi Speciali, Proiezioni e Performance
- David Cronenberg exhibitions:
- Evolution Lucca - Fondazione Ragghianti - Lucca
- M. Butterfly - Puccini Museum - Birthplace - Lucca
- Red Cars - State Archives (ex-Macelli area) - Lucca
- Mutazioni di Carta – Il cinema di David Cronenberg - Fondazione BdM - Lucca
- Chromosomes -  GAMC - Galleria d'arte moderna e contemporanea Lorenzo Viani - Viareggio - Lucca
- Concerto di musiche dei film di David Cronenberg composte da Howard Shore- Esecuzione:Orchestra del Conservatorio Luigi Boccherini
- Performance multimediale del Maestro Gabriele Panico Larssen e del Regista Roberto Nanni - Fondazione Ragghianti - Lucca
- Concerto pianistico del Maestro Stefano Petrini con le rappresentazioni del film "Brazil" de La Compagnia teatrale "Il Siparietto" di Lucca all'interno del ”Terry Gilliam's Movie Circus”: .[17] [18]

## Edizione 2016
La dodicesima edizione del Lucca Film Festival si è svolta 26 marzo al 16 maggio. A questa edizione hanno preso parte autori come George Romero, William Friedkin, Paolo Sorrentino e Marco Bellocchio. È stata allestita, inoltre, a Barga, a cura del festival, una mostra dedicata allo scrittore e regista Gualtiero Jacopetti, autore del documentario Mondo Cane (1962).
La novità di quest’edizione è l’inaugurazione del Concorso di Lungometraggi, con 12 film in anteprima italiana o europea provenienti da tutto il mondo; a ciò si aggiunge l’istituzione della sezione di Anteprime Italiane Fuori Concorso, inaugurata con tre film fra i quali l’anteprima mondiale del nuovo film di Ruggero Deodato, Ballad in Blood.
Durante la dodicesima edizione del festival sono state realizzate 4 mostre fra Lucca, Viareggio e Barga prodotte dal Comitato Nuovi Eventi e presentate in anteprima italiana.
Nell’ambito dell’evento Effetto Cinema Notte è stato di fondamentale importanza il coinvolgimento dei grandi autori nella ideazione e supervisione di parte della festa, come dimostra la curatela di George Romero per l’allestimento della Cittadella Zombi a lui dedicata.
Tra le nuove sezioni inaugurate spicca quella dedicata ai prodotti audiovisivi realizzati con l’innovativa tecnologia a 360°. L’attenzione del Festival per questa nuova frontiera tecnologica e linguistica è iniziata sviluppando una collaborazione con il Festival della Didattica Digitale, che si è concretizzata nella produzione congiunta del primo cortometraggio documentario su Lucca girato a 360°. Una prima versione del cortometraggio, di alcuni minuti, è stata presentata in anteprima mondiale durante la prima edizione del Festival della Didattica Digitale a febbraio 2016, mentre una versione più lunga e strutturata della durata di venti minuti, è stata presentata in anteprima mondiale al Festival per inaugurare la nuova sezione.
La sezione “Cinema e Musica” ha ospitato un progetto speciale intitolato Cinemagic, che ha visto il coinvolgimento di alcuni studenti del Master M.A.I. nella produzione dello spettacolo.
Omaggi e retrospettive dedicate a registi affermati nel panorama cinematografico internazionale:
- Omaggio a George Romero.
- Omaggio a William Friedkin.
- Omaggio a Marco Bellocchio.
- Omaggio a Paolo Sorrentino e proiezione di Il divo (2008).
- Omaggio a Mario Monicelli.

Eventi Speciali, proiezioni, performance e mostre:
- Mostra dal titolo Marco Bellocchio - La pittura dietro l’obiettivo.
- Mostra dal titolo Mario. Chiara Rapaccini e Andrea Vierucci per Monicelli.
- Mostra dal titolo George Romero e il New Horror Americano.
- Mostra dedicata a Gualtiero Jacopetti dal titolo Lo sguardo selvaggio – I Mondo Movies in Italia.
- Rappresentazioni e performances teatrali dei Musical "Grease" e Sister Act" ad opera della "Compagnia Teatrale Il Siparietto" di Lucca [19]

I vincitori dei Concorsi Internazionali:
- Concorso Lungometraggi: Paradise di Sina Ataeian Dena.
- Concorso Cortometraggi: Black code di Louis Henderson.

## Edizione 2017
La tredicesima edizione del Lucca Film Festival si è svolta dal 2 al 9 aprile. In questo anno è stato allestito il primo Red Carpet del Festival a Piazza del Giglio: tra le figure di spicco ad aver presenziato si possono menzionare Oliver Stone, Willem Dafoe, Sergio Castellitto e Valeria Golino. Inoltre è stato organizzato un concerto con sonorizzazione live della proiezione di Storia di erbe fluttuanti (1934) di Yasujiro Ozu. Tra il 18 marzo e il 1º maggio si sono tenute due grandi mostre: PunkDada Situation celebra le avanguardie artistico-culturali che hanno cambiato il volto degli ultimi 100 anni; Il Viaggio di Mastorna. Il sogno di un film messo in scena su un film di Federico Fellini mai realizzato.
Tra le anteprime italiane fuori concorso si possono nominare Quando un padre di Mark Williams, presentato da Willem Dafoe, L’altro volto della speranza di Aki Kaurismaki e Personal Shopper di Olivier Assayas: il regista francese è stato insignito di un premio alla carriera. David Lynch, inoltre, è stato nuovamente ospite del festival per presentare le prime due puntate della serie TV Twin Peaks 3, in anteprima italiana.
Il regista Julien Temple è stato insignito con il premio alla carriera e ha presentato l'anteprima italiana del suo ultimo documentario: The Origin of the Species – Keith Richards. Del regista è stato anche proiettato La grande truffa del rock’n’roll (1980). Nell’ambito di proiezioni di film dalle tematiche simili si può menzionare The Doors (1991) di Oliver Stone, anch'esso insignito con il premio alla carriera e protagonista di una masterclass presso il Teatro del Giglio. È stato inoltre proiettato il suo film Alexander (2004).
Una serie di incontri – sempre relativi al cinema – su diverse tematiche hanno arricchito le giornate del festival: un incontro dedicato al tema “Maestri al maschile”, il 4 aprile; altri due dedicati ai temi “Famiglia e infanzia” e “Famiglia e adolescenza”; ancora, un incontro dedicato al tema “Corpi bambini – sprechi di infanzia”.
Cristi Puiu è stato presente al festival ed è stato insignito di un premio alla carriera. Dopo una conversazione col regista è stato proiettato il suo Sieranevada.
Come ogni anno, i concorsi dei lungometraggi e cortometraggi hanno portato a Lucca, in anteprima italiana, una selezione di film lunghi e brevi da tutto il mondo, valutati da una giuria che comprende figure come Cristi Puiu, Angela Baraldi e Pietro Reggiani; per il concorso cortometraggi si possono menzionare Cristina Picchi, Claudio Capanna e Cristina Grosanè.
Il Concorso Internazionale di Lungometraggi è stato vinto da Dao Khanong di Anocha Suwichakornpong, mentre il Concorso Internazionale di Cortometraggi è stato vinto da Death in a day di Lin Wang.
Retrospettive riguardanti registi e attori affermati nel panorama cinematografico internazionale:
- Omaggio a Julien Temple e premio alla carriera.
- Omaggio a Oliver Stone e premio alla carriera.
- Omaggio a Cristi Puiu e premio alla carriera.

Tributi e anteprime di registi affermati nel panorama cinematografico internazionale:
- Prima italiana di Twin Peaks 3, le cui prime 2 puntate sono state presentate dal regista David Lynch.
- Prima italiana di Quando un padre di Mark Williams, presentato da Willem Dafoe.
- Prima italiana di L’altro volto della speranza di Aki Kaurismaki.
- Prima italiana di Personal Shopper di Olivier Assayas.
- Prima italiana di The Origin of the Species – Keith Richards di Julien Temple.

Eventi Speciali, proiezioni, performance e mostre:
- Il Viaggio di Mastorna. Il sogno di un film messo in scena, mostra dedicata a un film mai realizzato di Federico Fellini.
- Mostra dal titolo PunkDada Situation.
- Sonorizzazione live di Storia di erbe fluttuanti (1934) di Yasujiro Ozu.
- Incontri e dibattiti: tema “Maestri al maschile”; tema “Famiglia e infanzia” e “Famiglia e adolescenza”; tema “Corpi bambini – sprechi di infanzia”.

I vincitori dei Concorsi Internazionali:
- Concorso Lungometraggi: Dao Khanong di Anocha Suwichakornpong.
- Concorso Cortometraggi: Death in a day di Lin Wang.

## Edizione 2018
La quattordicesima edizione del Lucca Film Festival si è svolta dall’8 al 15 aprile. Nelle settimane precedenti al festival (dal 17 marzo al 21 aprile) si è tenuta, al Palazzo Ducale di Lucca, la mostra Luchino Visconti. Alla ricerca del tempo perduto. Storia di un film mai realizzato, dedicata al sogno – lungamente coltivato dal regista – di tradurre su pellicola la Recherche proustiana. Nella sala del “mezzanino” della Fondazione Ragghianti, inoltre, dal 23 marzo al 23 aprile, l’evento CINEMA D’ARTE – DIALOGO INEDITO. Dietro le quinte delle produzioni artistiche Sky ha presentato al pubblico una serie di documenti e filmati sulle recenti produzioni cinematografiche dedicate all’arte da Sky.
Martin Freeman è stato insignito di un premio alla carriera e ha presentato, in anteprima italiana, il suo ultimo lavoro: Ghost Stories di Jeremy Dyson e Andy Nyman. Presente anche Anton Corbijn, produttore di alcuni tra i più famosi videoclip della storia della musica contemporanea (dai Nirvana ai Depeche Mode) e regista di Control (2007), presentato al festival prima di una sua masterclass. A presentare il suo nuovo film anche Rupert Everett, che il 12 aprile porta al pubblico italiano The Happy Prince. L’ultimo ritratto di Oscar Wilde. Stephen Frears è stato presente al festival per tenere una masterclass e per essere insignito dal premio alla carriera del festival. Al regista, inoltre, è stata dedicata una retrospettiva che ha ripercorso i momenti salienti della sua carriera di cineasta: da Sequestro pericoloso (1972) a Vittoria e Abdul (2017), passando per Le relazioni pericolose (1988) e Alta fedeltà (2000).
Le attrici Sabina Guzzanti e Laura Morante sono state presenti tra incontri e proiezioni dedicate al tema del “cinema al femminile”, con attenzione a tutte quelle manifestazioni di audacia (politica, religiosa e non solo) e forza artistica atte a mettere in luce i complessi rapporti tra madri e figlie, donne e lavoro, soprusi e violenza di genere. Il tema cinema e donne è stato trattato, nel corso del festival, anche durante un incontro pubblico moderato da Silvia Bizio con interventi di produttrici, registe, attrici e operatrici del settore dal titolo Donne che spezzano barriere.
Al festival sono state presentate altre anteprime italiane come Isle of Dogs di Wes Anderson, Lucky di John Carroll Lynch, Storie di altromare di Lorenzo Garzella e Papa Francesco di Claudio Rossi Massimi.
Come ogni anno, i concorsi dei lungometraggi e cortometraggi hanno portato a Lucca, in anteprima italiana, 14 film lunghi e 22 film brevi da tutto il mondo, valutati da una giuria che comprende figure come Daniele Gaglianone, Irene Dioniso, Paola Randi e, per il concorso cortometraggi, da Luca Ferri, Laurina Paperina e Astra Zoldnere.
Il Concorso Internazionale di Lungometraggi è stato vinto da Cannibal Club di Guto Parente, mentre il Concorso Internazionale di Cortometraggi è stato vinto da Hoissuru di Armand Rovira.
Retrospettive riguardanti registi e attori affermati nel panorama cinematografico internazionale:
- Omaggio a Martin Freeman e premio alla carriera.
- Anton Corbijn. Masterclass dedicata alla relazione tra cinema e musica e presentazione del suo film Control (2007).
- Omaggio a Stephen Frears e premio alla carriera. Masterclass del regista e retrospettiva sui momenti salienti della sua carriera di cineasta, da Sequestro pericoloso a Vittoria e Abdul.

Tributi e anteprime di registi affermati nel panorama cinematografico internazionale:
- Prima italiana di Ghost stories di Jeremy Dyson e Andy Nyman, con presentazione di Martin Freeman.
- Prima italiana di The Happy Prince. L’ultimo ritratto di Oscar Wilde di Rupert Everett e presentazione da parte del regista.
- Anteprima di Isle of Dogs di Wes Anderson.
- Anteprima di Lucky di John Carrol Lynch.
- Anteprima di Storie di altomare di Lorenzo Garzella.
- Anteprima di Papa Francesco di Claudio Rossi Massimi.

Eventi Speciali, proiezioni, performance e mostre:
- Donne che spezzano barriere, evento dedicato al rapporto tra cinema e donne, con dibattiti e interventi di registe e attrici come Sabina Guzzanti e Laura Morante. L’evento è organizzato dalla giornalista Silvia Bizio.
- Proiezione e lezioni frontali dedicate alle scuole nell’ambito della sezione Educational. Tra i film proiettati: La storia dimenticata di Camp Monticello; Pertini Il combattente; Alla ricerca delle radici del male; Non ne parliamo di questa guerra; Una voce in prestito e Robert Doisneau – La lente delle meraviglie.
- Luchino Visconti. Alla ricerca del tempo perduto. Storia di un film mai realizzato, mostra al Palazzo Ducale di Lucca.
- CINEMA D’ARTE – DIALOGO INEDITO. Dietro le quinte delle produzioni artistiche Sky, mostra nelle sale del “mezzanino” della Fondazione Ragghianti.
- Ciclo di proiezioni di tutti i film d’arte prodotti da Sky con Magnitudo Film, da Caravaggio – l’Anima e il Sangue a Raffaello – Il principe delle Arti
- Immagini che suonano bene, sezione dedicata alle relazioni fra cinema e musica. Proiezione di Restare vivi: un metodo, con protagonisti Michel Houellebecq e Iggy Pop.

I vincitori dei Concorsi Internazionali:
- Concorso Lungometraggi: Cannibal Club di Guto Parente.
- Concorso Cortometraggi: Hoissuru di Armand Rovira.

## Edizione 2019
La quindicesima edizione del Lucca Film Festival si è svolta dal 13 al 21 aprile. A Rutger Hauer è stato dedicato un omaggio e il 19 aprile, al Cinema Astra, è stato consegnato lui è un premio alla carriera. L’attore inoltre è stato uno dei componenti della giuria internazionale del concorso lungometraggi e ha tenuto una masterclass dedicata al tema del “futuro”. Tears in Rain, inoltre, è il titolo di un evento unico e performativo organizzato per celebrare Blade Runner, celebre film di Ridley Scott del 1982 con protagonista Hauer e ambientato proprio nel 2019.
Ad essere omaggiato e insignito di un premio alla carriera anche Joe Dante. Lo stesso giorno, al Cinema Astra, la prima italiana dell’antologia horror Nightmare Cinema, in cui è contenuto l’episodio Mirare, girato dal regista americano. Durante il festival, inoltre, sono stati proiettati una serie di suoi film rappresentativi. L’autore, infine, ha tenuto una masterclass sul suo cinema. Insieme a lui il produttore dell’antologia Mick Garris, insignito anch’egli di un premio alla carriera.
Philip Gröning ha presentato la prima italiana del suo ultimo film My brother’s name is Robert and he is an idiot ed è stato insignito di un premio alla carriera. Al regista, che è stato uno dei giurati del Concorso di Lungometraggi, è stata dedicata una retrospettiva completa che ha ripercorso la sua carriera anche documentaristica.
Tra i grandi registi internazionali anche Michel Ocelot è stato presente al festival, presentando il film Dilili a Parigi e tenendo una lezione sul cinema d’animazione.
Come ogni anno, i concorsi dei lungometraggi e cortometraggi hanno portato a Lucca, in anteprima italiana, 14 film lunghi e 16 film brevi da tutto il mondo, valutati da una giuria che comprende figure come Rutger Hauer, Philip Gröning e Ysée Brisson.
Il Concorso Internazionale di Lungometraggi è stato vinto da Dollhouse di Nicole Brending, mentre il Concorso Internazionale di Cortometraggi è stato vinto da Les Enfants du Rivage di Amelia Nanni.
Retrospettive riguardanti registi e attori affermati nel panorama cinematografico internazionale:
- Omaggio a Rutger Hauer e premio alla carriera. Masterclass dedicata al tema del “futuro”. Proiezione di una selezione dei suoi film più famosi.
- Omaggio a Joe Dante e premio alla carriera. Masterclass del regista e proiezione di una selezione di film rappresentativi della sua carriera. Ad arricchire l’omaggio al cinema del cineasta americano la presenza del produttore Mick Garris, insignito anch’egli di un premio alla carriera.

- Premio alla carriera a Philip Gröning e retrospettiva completa del regista.

- Tributi e anteprime di registi affermati nel panorama cinematografico internazionale:
- Prima italiana di Nightmare Cinema, film antologico. L’episodio intitolato Mirare è per la regia di Joe Dante.
- Prima italiana di My brother’s name is Robert and he is an idiot, Philip Gröning.
- Presentazione del film Dililì a Parigi da parte del regista Michel Ocelot e masterclass dedicata al cinema d’animazione.
- Anteprima italiana di Ted Bundy – fascino criminale di Joe Berlinger.
- Anteprima italiana di La Llorona – Le lacrime del male di Michael Chaves.
- Anteprima italiana di The Sonata di Andrew Desmond, con Rutger Hauer.

Eventi Speciali, proiezioni, performance e mostre:
- Tears in rain, evento per celebrare Blade Runner, con figuranti in costume cyberpunk e la colonna sonora del film musicata dal vivo.

I vincitori dei Concorsi Internazionali:
- Concorso Lungometraggi: Dollhouse di Nicole Brending.
- Concorso Cortometraggi: Les Enfants du Rivage di Amelia Nanni.

## Edizione 2020
La sedicesima edizione del Lucca Film Festival si è svolta dal 24 settembre al 4 ottobre. Il festival si è aperto con la mostra L’amore durante la fine del mondo a cura di Alessandro Romanini, con disegni di Antonio Sidibè. Nella stessa giornata ha seguito l’inaugurazione della mostra Alberto Sordi, Fellini e I Vitelloni: 100 anni insieme e l’evento Effetto Cinema Live Show al Cinema Astra. Nello stesso spazio, sabato 26, la réunion del cast della serie TV Boris (2007 – in produzione). Nella giornata di domenica (27 settembre) ha inizio la retrospettiva dedicata a Thomas Vinterberg con la proiezione del suo Riunione di famiglia (2007); viene consegnato poi un premio alla carriera a Matt Dillon (a seguire, la proiezione del suo film da regista City of Ghosts del 2002). L’attore tiene poi una masterclass il giorno successivo al Cinema Astra. Presentazione di Andrej Tarkovskij. Il cinema come preghiera (2019) introdotto dal figlio del noto regista russo, Andrej A. Tarkovskij. Ad essere insignito di un premio alla carriera è anche Lech Majewski, del quale viene proiettato, in anteprima italiana, Valley of Gods (2019).
L’omaggio a Federico Fellini, inoltre, non si ferma alla sola mostra presentata al Cinema Astra ma si espande in altre proiezioni ed eventi dedicati: Sandra Milo, sabato 3 ottobre, presenta Giulietta degli spiriti (1965) al Cinema Centrale. All’attrice viene poi conferito un premio alla carriera. Tra gli eventi dal vivo, anche un concerto nella chiesa di San Francesco sulle musiche del compositore Nino Rota, il più vicino collaboratore musicale di Fellini. Al concerto ospite speciale Susanna Rigacci.
Elio Germano presenta Segnale d’Allarme | La mia battaglia VR, un progetto nato da uno spettacolo teatrale avente come unico attore proprio Germano. Attraverso l’uso di visori per la realtà virtuale, il pubblico ha incontrato una modalità innovativa di fruire la pièce teatrale. L’attore presenta inoltre il film Volevo Nascondermi di Giorgio Diritti, nel quale recita nel ruolo di Antonio Ligabue.
Vinicio Marchioni e Milena Mancini presentano, il 30 settembre al Cinema Astra, il documentario Il terremoto di Vanja, documentario sul peculiare adattamento dell’opera di Čechov (Zio Vanja viene ambientato nell’Italia contemporanea).
Come ogni anno, i concorsi dei lungometraggi e cortometraggi hanno portato a Lucca, in anteprima italiana, 12 film lunghi e 19 film brevi da tutto il mondo, valutati da una giuria che comprende figure come Daniele Ciprì, Massimo Gaudioso, Anita Kravos, Claudio Giovannesi e Roberta Mastromichele.
Il Concorso Internazionale di Lungometraggi è stato vinto da Murmur di Heather Young, mentre il Concorso Internazionale di Cortometraggi è stato vinto da Anche gli uomini hanno fame di Francesco Lorusso, Gabriele Licchelli e Andrea Settembrini.
Retrospettive riguardanti registi affermati nel panorama cinematografico internazionale:
- Retrospettiva e omaggio a Thomas Vinterberg. Masterclass del regista e proiezione dei suoi maggiori successi cinematografici, da Festen a La comune.
- Omaggio a Federico Fellini con Sandra Milo. L’attrice presenta Giulietta degli spiriti.

Tributi e anteprime di registi affermati nel panorama cinematografico internazionale:
- Prima italiana di Valley of Gods di Lech Majewski.

Eventi Speciali, proiezioni, performance e mostre:
- Omaggio a Boris, con reunion del cast.
- Premio alla carriera a Matt Dillon e presentazione del suo film da regista City of Ghosts.
- Incontro con l’attore Elio Germano sul tema della realtà virtuale con la presentazione di Segnale D’Allarme | La mia battaglia VR; presentazione del film Volevo Nascondermi (Giorgio Diritti).
- Presentazione del documentario Il terremoto di Vanja, con il regista Vinicio Marchioni e l’attrice Milena Mancini.
- Alberto Sordi, Fellini e i Vitelloni: 100 anni insieme, mostra-omaggio a Palazzo Pfanner.
- Concerto nella chiesa di San Francesco sulle musiche di Nino Rota, storico collaboratore musicale di Fellini.
- L’amore durante la fine del mondo, mostra al ristorante-galleria Olio su Tavola: una raccolta di disegni di Antonio Sidibè sulla relazione tra cinema, letteratura e altre arti.
- Prima italiana di Anja – Real Love Girl di Pablo Benedetti e Paolo Martini.

I vincitori dei Concorsi Internazionali:
- Concorso Lungometraggi: Murmur di Heather Young.
- Concorso Cortometraggi: Anche gli uomini hanno fame di Francesco Lorusso, Gabriele Licchelli, Andrea Settembrini.

## Edizione 2021
La diciassettesima edizione del Lucca Film Festival si è svolta dall’1 al 10 ottobre. Il festival si è aperto con la proiezione di Toro (2001), nell’ambito di un Omaggio ad Aleksandr Sokurov, del quale sono stati proiettati, nel corso delle giornate del festival, 18 film rappresentativi della sua sterminata filmografia (dal lungometraggio d’esordio del 1978, La voce solitaria dell’uomo, al recentissimo Francofonia del 2015, passando per Pietra e Arca Russa). Sabato 2 ottobre, al Cinema Astra, è stato consegnato al regista russo un premio alla carriera. L’autore ha inoltre presentato, il giorno successivo, il suo cortometraggio Sacrificio serale del 1987. Il cantautore Lodo Guenzi presenta EST, il suo debutto sul grande schermo (per la regia di Antonio Pisu); così anche il regista Michelangelo Frammartino, che presenta Il buco, il suo ultimo lungometraggio, premiato con il Premio Speciale della Giuria alla 78ª Mostra del Cinema di Venezia. Ospiti al festival gli attori Silvio Orlando e Alba Rohrwacher, interpreti rispettivamente di Il bambino nascosto (Roberto Andò) e Skies of Lebanon (Chloé Mazlo).
Tra i grandi autori omaggiati nel corso delle giornate del festival si possono menzionare Ettore Scola e il suo Brutti, sporchi e cattivi, Werner Herzog con Cave of the forgotten dreams, Luciano Emmer e Carlo Ludovico Ragghianti, registi-critici autori di film/documentari sull’arte (Ragghianti conia il termine critofilm per designare quei film volti a interpretare le opere d’arte attraverso gli strumenti specifici del cinema: movimenti di macchina, montaggio, luci ecc. Un vero e proprio testo di critica d’arte sotto forma di immagini in movimento). Non solo autori: sono stati proiettati 3 film in ricordo di Nino Manfredi, a 100 anni dalla nascita: Le avventure di Pinocchio (Luigi Comencini, 1972), Pane e cioccolata (Franco Brusati, 1973) e l’appassionato ritratto del figlio di Nino, Luca, dal titolo Uno, nessuno e cento Nino (Luca Manfredi, 2021).
Il festival arricchisce la sua proposta cinematografica con mostre ed eventi affini. Dal 25 settembre al 25 ottobre, infatti, nello spazio della Chiesa di San Cristoforo, si è tenuta la mostra Stars and Frames del pittore Pier Toffoletti a cura di Riccardo Ferrucci. Il 10 ottobre, invece, nella sezione Il cinema in gioco. Forme, metamorfosi e modi di fare e farci fare il cinema nel videogame, in cui si affrontano dibattiti sul rapporto tra le due arti e sulle modalità in cui il videogioco si propone come spazio imprevedibile e inconsueto in cui fare cinema, si tiene un dibattito in diretta sulla piattaforma Twitch dal titolo “Lo sguardo che uccide”, con Federico Ercole e Matteo Lupetti.
Come ogni anno, i concorsi dei lungometraggi e cortometraggi hanno portato a Lucca, in anteprima italiana, 12 film lunghi e 17 film brevi da tutto il mondo, valutati da una giuria che comprende figure come Massimo Cantini Parrini, Francesca Calvelli, Vittorio Sodano, Francesco Lorusso, Gabriele Licchelli e Andrea Settembrini.
Il Concorso Internazionale di Lungometraggi è stato vinto da Copilot di Anne Zohra Berrached, mentre il Concorso Internazionale di Cortometraggi è stato vinto da Monachopsis di Liesbet Van Loon.
Retrospettive riguardanti registi affermati nel panorama cinematografico internazionale:
- Omaggio ad Aleksandr Sokurov: proiezione di 18 film rappresentativi del suo percorso

Tributi a registi affermati nel panorama cinematografico internazionale:
- Werner Herzog con Cave of the forgotten dreams
- Luciano Emmer con Invenzione della croce, La Paz Y la Guerra, I magici colori di Napoli, Romantici a Venezia
- Carlo Ludovico Ragghianti con Comunità millenarie, Lucca città comunale, Urne etrusche a Volterra, Arte della moneta nel tardo impero, Pompei urbanistica

Eventi Speciali, proiezioni, performance e mostre:
- Premio alla carriera ad Aleksandr Sokurov.
- Omaggio a Nino Manfredi ai 100 anni dalla sua nascita e proiezione del documentario Uno, nessuno e cento Nino (regia di Luca Manfredi). Proiezione di una selezione di interpretazioni iconiche dell’attore: Brutti, sporchi e cattivi (Ettore Scola), Pane e cioccolata (Franco Brusati), Pinocchio (Luigi Comencini).
- Presentazione e proiezione del film Est – Dittatura Last Minute (Antonio Pisu) da parte del cantautore Lodo Guenzi (tra i giurati dell’edizione 2018 di X Factor).
- Omaggio a Ezio Bosso con il nipote Tommaso Bosso; proiezione di Ezio Bosso. Le cose che restano (Giorgio Verdelli).
- Presentazione e proiezione del film Il Buco da parte del regista Michelangelo Frammartino e incontro col pubblico.
- Presentazione del film Il bambino nascosto (Roberto Andò) da parte dell’attore Silvio Orlando e premio alla carriera.
- Presentazione del film Skies of Lebanon (Chloé Mazlo) da parte dell’attrice Alba Rohrwacher e premio speciale “Settima musa” conferito dal Lucca Film Festival e dall’associazione “Donne all’ultimo grido”.
- Réunion del cast di Mediterraneo di Gabriele Salvadores a 30 anni dall’uscita.
- Il cinema in gioco. Forme, metamorfosi e modi di fare e farci fare il cinema nel videogame. Sezione dedicata ai rapporti tra cinema e videogame con Federico Ercole (Il Manifesto, Dagospia) e Matteo Lupetti (ArtTribune, Gay.it, Il Manifesto, Vice).

I vincitori dei Concorsi Internazionali:
- Concorso Lungometraggi: Copilot di Anne Zohra Berrached
- Concorso Cortometraggi: Monachopsis di Liesbet Van Loon

## Edizione 2022
La diciottesima edizione del Lucca Film Festival si è svolta dal 23 settembre al 2 ottobre. Il festival si è aperto con la Masterclass Studio Azzurro, nell’ambito della sezione Over the real, dedicata alla videoarte. La sera del 23, inoltre, è stato consegnato un premio alla carriera a Gaspar Noè, con introduzione e proiezione di Vortex (2021). Il giorno successivo sono stati proiettati altri due film di Noè e il regista ha tenuto una masterclass al cinema Astra. Altre sue opere, nell’ambito di una retrospettiva sull’autore, sono state proiettate durante il resto del festival.
Tra gli ospiti d’eccezione di questa edizione si possono nominare Giuseppe Tornatore (che ha presentato, il 26 settembre, il documentario Ennio), Paolo Virzì, che ha presentato Siccità ed è stato insignito di un premio alla carriera. Sabato 1º ottobre, al cinema Astra, il collettivo Slim Dogs e Yotobi presentano il documentario Yotobi è Karim Musa e tengono una masterclass dopo la proiezione. Lina Nerli Taviani riceve un premio alla carriera e presenta, con il regista Paolo Taviani, Leonora Addio. Peter Greenaway riceve il Dante Alighieri Cinema Award il 02 ottobre. A seguire una conversazione col regista e la proiezione di I misteri del giardino di Compton House (1982).
I numerosi eventi svoltisi durante la diciottesima edizione del festival contano un Omaggio a Pier Paolo Pasolini, un Omaggio a Monica Vitti, una proiezione speciale de Gli ultimi giorni dell’umanità, di Enrico Ghezzi e Alessandro Gagliardo, la sezione Educational dedicata soprattutto agli studenti; un Omaggio a Vittorio Gassman, con proiezione de Il Sorpasso (Dino Risi, 1962); la sezione Cinema, Arte & Musica, con proiezioni di film di Luciano Emmer e i famosi documentari di Franco Simongini sugli artisti italiani; infine una sezione dedicata ai registi lucchesi e alle loro opere inedite.
Dal 30 settembre al 16 ottobre è stato possibile assistere, a Palazzo Pfanner, alla mostra Good Morning Taviani, a cura di Riccardo Ferrucci e con le opere di Marcello Scarselli. A conclusione del festival la sezione Lucca Effetto Cinema ha presentato un grande evento performativo che si è svolto per le strade del centro storico.
Il festival, alla sua diciottesima edizione, arricchisce dunque la sua proposta con una serie di eventi che si sono svolti in diversi luoghi della città di Lucca, i quali hanno ospitato proiezioni di lungometraggi e cortometraggi, opere documentarie e sperimentali, a presentare un quadro eterogeneo e sfaccettato delle proposte filmiche degli ultimi anni, soprattutto inedite in Italia.
Come ogni anno, i concorsi dei lungometraggi e cortometraggi hanno portato a Lucca, in anteprima italiana, 12 film lunghi e 12 film brevi da tutto il mondo, valutati da una giuria che comprende figure come Lina Nerli Tavieni, Claudio Cupellini, David Riondino, Andrea Sartoretti, Filippo Mazzarella, Carlotta Natoli, Michele Pellegrini e Liesbet Van Loon.
Il Concorso Internazionale di Lungometraggi è stato vinto da Yamabuki di Juichiro Yamasaki, mentre il Concorso Internazionale di Cortometraggi è stato vinto da K-Saram di Alisa Berger.
Retrospettive riguardanti registi affermati nel panorama cinematografico internazionale:
- Gaspar Noè

Tributi a registi affermati nel panorama cinematografico internazionale:
- Giuseppe Tornatore
- Paolo e Lina Taviani
- Peter Greenaway
- Paolo Virzì

Eventi Speciali, proiezioni, performance e mostre:
- Omaggio a Pier Paolo Pasolini.
- Omaggio a Monica Vitti.
- Presentazione e proiezione de Gli ultimi giorni dell’umanità, di Enrico Ghezzi e Alessandro Gagliardo.
- Masterclass di Slim Dogs e Yotobi.
- Mostra a Palazzo Pfanner dal titolo Good Morning Taviani, con opere di Marcello Scarselli.
- Proiezione di documentari di Franco Simongini e di Luciano Emmer per la sezione Cinema Arte & Musica.
- Sezione Over the real, con proiezioni di opere a carattere sperimentale

I vincitori dei Concorsi Internazionali:
- Concorso Lungometraggi: Yamabuki di Juichiro Yamasaki
- Concorso Cortometraggi: K-Saram di Alisa Berger

## Edizione 2023
La diciannovesima edizione del Lucca Film Festival si è svolta dal 23 settembre al 1 ottobre. In apertura del festival, l’attrice Stefania Sandrelli viene insignita del Premio Outstanding Woman in Film Award e con il Premio alla Carriera del Lucca Film festival. Sandrelli, tre David di Donatello, un David alla Carriera, sei Nastri d’Argento e il Leone d’Oro alla Carriera alla 62ª Mostra internazionale d’arte cinematografica di Venezia, viene quindi omaggiata con una rassegna di alcuni dei film più iconici da lei interpretati, da Io la conoscevo bene a Divorzio all’Italiana, a Il conformista, oltre alla parte a lei dedicata in una Mostra sugli anni Ottanta.
Tra gli ospiti d’eccezione di questa edizione si possono nominare Mario Martone, protagonista di una masterclass (domenica 24 settembre), premiato con Premio alla Carriera e una speciale onorificenza della Fondazione Giacomo Puccini.
Sabato 30 settembre il regista e sceneggiatore Gabriele Salvatores, il quale tiene una masterclass prima della proiezione della versione restaurata del suo film Nirvana; il regista viene poi insignito del Premio alla Carriera. In seconda serata è poi protagonista del decennale di Lucca Effetto Cinema con uno speciale evento dal vivo in Piazza San Michele, con un omaggio al suo cinema attraverso scenografie, performer, attori e le musiche dal vivo che Federico De Robertis ha composto per lui. Tra i fondatori del Teatro dell’Elfo e nel 1986 con Maurizio Totti e Diego Abatantuono della Colorado Film, Salvatores, che nel 1991 vince il Premio Oscar come miglior film straniero con Mediterraneo, viene omaggiato ulteriormente dal festival con le proiezioni al festival dei suoi film Educazione siberiana, Tutto il mio folle amore e Il ritorno di Casanova.
Il 25 settembre Isabelle Huppert è ospite del festival: l'attrice riceve il Premio alla Carriera e viene omaggiata con la proiezione del suo ultimo film, La verità secondo Maureen K. 
Nei giorni 28-29 settembre l’attrice statunitense Premio Oscar Susan Sarandon è una delle ospiti d’onore del festival. L’attrice statunitense riceve il 28 settembre al Cinema Astra il Premio alla Carriera e tiene, il 29 settembre, presso la Chiesa di San Francesco, una masterclass aperta al pubblico. In onore delle origini lucchesi dell'attrice si tiene anche un concerto dedicato a Puccini in Piazza della Cittadella a cura dell’orchestra del Conservatorio L. Boccherini con la soprano Silvana Froli. 
Il 1º ottobre è dedicato a Kim Rossi Stuart. L’attore e regista è protagonista di una masterclass e insignito del Premio alla Carriera del festival. Già vincitore di un David di Donatello, cinque Nastri d’argento e tre Globi d’oro, Rossi Stuart viene omaggiato dal festival con la proiezione delle sue tre regie cinematografiche, da Anche libero va bene, suo esordio datato 2005 a Tommaso (2016) e Brado (2022). 
Lucca Film Festival ha lanciato, per l’edizione 2023, un nuovo concorso di cortometraggi, Lucca Film Festival for Future, che nasce grazie alla collaborazione con il Gruppo Sofidel, 2° produttore in Europa e 7º nel mondo per capacità produttiva nel settore della carta per uso igienico e domestico (noto in particolare per il marchio Regina), che ha fatto della sostenibilità una leva strategica di sviluppo e di crescita responsabile per ridurre il proprio impatto sul capitale naturale e favorire la transizione verso un’economia a basso impatto di carbonio. Il concorso è frutto anche della rinnovata collaborazione con i festival della rete internazionale “Film For Our Future” e con la rete EURASF (European network of science communicators, filmmakers, film producers and festival organizers). Un progetto molto sentito dal LFF per sensibilizzare la cittadinanza verso le necessità di una nuova cultura di tutela e valorizzazione dell’ambiente e della natura. La selezione dei film, composta da 15 cortometraggi provenienti da tutto il mondo, mette in scena le più innovative e interessanti modalità di racconto narrativo, documentario e di animazione.
Lucca Film Festival è anche Lucca Effetto Cinema, evento che anima il centro storico con micro-performance co-prodotte dal festival insieme alle associazioni amatoriali di recitazione e alle compagnie di danza, non solo del territorio ma anche da tutta Italia. Aperto ai performer, ai pubblici esercizi, ai negozi e agli hotel del centro storico di Lucca, l’evento prevede esibizioni della durata dai 5 ai 10 minuti, “attivate” in maniera intermittente, con pause di almeno 30 minuti tra una rappresentazione e l’altra, seguendo una programmazione oraria studiata dalla produzione. 
Il festival, alla sua diciottesima edizione, arricchisce dunque la sua proposta con una serie di eventi che si sono svolti in diversi luoghi della città di Lucca, i quali hanno ospitato proiezioni di lungometraggi e cortometraggi, opere documentarie e sperimentali, a presentare un quadro eterogeneo e sfaccettato delle proposte filmiche degli ultimi anni, soprattutto inedite in Italia. Tornano infatti gli eventi di LFF Educational, rivolti alle scuole secondarie di primo e secondo grado, che si svolgeranno prevalentemente al mattino e ruoteranno intorno al già citato tema green ma anche ad arte, letteratura e cultura.
Come ogni anno, i concorsi dei lungometraggi e cortometraggi hanno portato a Lucca, in anteprima italiana, 12 film lunghi e 12 film brevi da tutto il mondo, valutati da una giuria che comprende figure come Alessio Cremonini, Andrea Jublin, Betti Pedrazzi, Andrea Bosca, Nicola Guaglione, Alessandro Gamma, Sabrina Crivelli, Alisa Berger.
Il Concorso Internazionale di Lungometraggi è stato vinto da The Cage is Looking for a Bird di Malika Musaeva, mentre il Concorso Internazionale di Cortometraggi è stato vinto da THE LOST OX di Lei Jiawen.
Retrospettive e tributi riguardanti registi affermati nel panorama cinematografico internazionale:
- Mario Martone.
- Gabriele Salvadores.
- Kim Rossi Stuart.

Eventi Speciali, proiezioni, performance e mostre:
- Omaggio a Stefania Sandrelli
- Omaggio a Susan Sarandon.
- Omaggio a Isabelle Huppert.
- Masterclass di Mario Martone.
- Masterclass di Gabriele Salvadores.
- Masterclass di Kim Rossi Stuart.
- Mostra “Anni ’80 Effetto Cinema” a cura di Alessandro Orsucci.
- Mostra “L’isola che non c’è” di Giuseppe Linardi a cura di Alessandro Romanini e Riccardo Ferrucci.

I vincitori dei Concorsi Internazionali:
- Concorso Lungometraggi: The Cage is Looking for a Bird di Malika Musaeva
- Concorso Cortometraggi: THE LOST OX di Lei Jiawen.